# 羽鳥慎一モーニングショー 夜の拡大版 今夜決定!平成ニッポンのヒーロー総選挙
『羽鳥慎一モーニングショー 夜の拡大版 今夜決定!あなたが選ぶ平成ニッポンのヒーロー総選挙』（はとりしんいちモーニングショー よるのかくだいばん こんやけってい あなたがえらぶ へいせいニッポンのヒーローそうせんきょ）は、2019年4月30日（火曜日） 18時30分 - 21時54分にテレビ朝日系列で放送されていた特別番組。

## 概要
同系列フルネット24局と同系列フルネット局の置局のない県の日本テレビ系列2局で月曜 - 金曜 8時00分 - 9時55分に放送されているワイドショー『羽鳥慎一モーニングショー』から派生した関連特番。平成最後の日にあたるこの日に、視聴者からの投票で「ニュース・文化」「スポーツ」「芸能」の分野から平成で最も感動をくれたヒーローを決定するプログラムとなった。別名を『夜のモーニングショー』としており、視聴者が番組への意見を Twitter に書き込む際には、ハッシュタグに「#夜のモーニングショー」を用いるようにと番組公式サイトで呼びかけていた。

## 出演者
- 総合司会：羽鳥慎一
- アシスタント：斎藤ちはる（テレビ朝日アナウンサー)
- コメンテーター：石原良純、長嶋一茂、ミッツ・マングローブ、高橋みなみ、玉川徹（テレビ朝日報道局)
- プレゼンター：松岡修造
- ふなっしー
- ほか

## 投票・集計・結果
平成で最も感動をくれたヒーローを「ニュース・文化」「スポーツ」「芸能」の3つの部門に分け、テレビ朝日系列の報道・情報番組の司会やコメンテーターへのアンケートを元に各ジャンル50件を選抜し、番組特設サイトとテレビ朝日本社で1か月間実施した17万5,552人から寄せられた視聴者アンケートの総投票数から集計。得点は複数回答で選ばれた項目に1ポイントずつと複数回答項目から1人を選抜した項目に4ポイントを加算する。結果は各部門ごとに上位20件をランキング形式で発表し、最終的に各部門1位の中から1人1票のデータ放送視聴者投票により「平成のNo.1ヒーロー」を決める形とし、最終的にSMAPがNo.1ヒーローに選ばれた。
| 順 位     | ニュース・文化部門 | ニュース・文化部門 | 芸能部門             | 芸能部門 | スポーツ部門 | スポーツ部門 |
| --------- | ------------------ | ------------------ | -------------------- | -------- | ------------ | ------------ |
| 順 位     | 項目名             | 点数               | 項目名               | 点数     | 項目名       | 点数         |
| 決選 投票 | 宮崎駿             | 26,052             | SMAP                 | 64,778   | 羽生結弦     | 36,352       |
| 1         | 宮崎駿             | 182,295            | SMAP                 | 非公表   | 羽生結弦     | 225,630      |
| 2         | 山中伸弥           | 130,256            | 安室奈美恵           | 非公表   | イチロー     | 216,159      |
| 3         | 小泉純一郎         | 123,912            | 嵐                   | 非公表   | 浅田真央     | 158,430      |
| 4         | 羽生善治           | 95,086             | マツコ・デラックス   | 69,758   | 吉田沙保里   | 117,098      |
| 5         | 藤井聡太           | 95,086             | タモリ               | 69,347   | 大坂なおみ   | 107,309      |
| 6         | ふなっしー         | 71,238             | 明石家さんま         | 68,617   | 内村航平     | 96,811       |
| 7         | 孫正義             | 69,793             | サザンオールスターズ | 67,180   | 北島康介     | 92,107       |
| 8         | 東野圭吾           | 61,398             | 樹木希林             | 64,752   | 福原愛       | 87,340       |
| 9         | くまモン           | 57,628             | ドラえもん           | 58,343   | 錦織圭       | 86,102       |
| 10        | 安倍晋三           | 57,221             | ビートたけし         | 54,531   | 高橋尚子     | 83,396       |
| 11        | 小林麻央           | 56,032             | 宇多田ヒカル         | 52,063   | 三浦知良     | 73,033       |
| 12        | 毛利衛             | 46,491             | ダウンタウン         | 50,819   | 大谷翔平     | 71,668       |
| 13        | きんさん・ぎんさん | 44,940             | 桂歌丸               | 49,274   | 武豊         | 65,533       |
| 14        | 林修               | 44,937             | ちびまる子ちゃん     | 48,217   | 澤穂希       | 65,012       |
| 15        | 日野原重明         | 37,573             | 綾瀬はるか           | 41,655   | 葛西紀明     | 61,402       |
| 16        | 村上春樹           | 37,216             | ピカチュウ           | 39,333   | 荒川静香     | 56,542       |
| 17        | 橋下徹             | 35,098             | 野村萬斎（2世）      | 38,811   | 松井秀喜     | 54,311       |
| 18        | 宮藤官九郎         | 32,816             | 江戸川コナン         | 38,507   | 伊調馨       | 53,274       |
| 19        | 池井戸潤           | 32,505             | Mr.Children          | 38,061   | 野茂英雄     | 51,793       |
| 20        | はやぶさ           | 30,579             | 新垣結衣             | 36,105   | 髙橋大輔     | 51,375       |